# 托斯諾區
59°33′N 30°54′E / 59.550°N 30.900°E
托斯諾區（俄语：Тосненский район），是俄羅斯的一個區，位於該國西北部，由列寧格勒州負責管轄，始建於1930年8月19日，面積3,585.4平方公里，2010年人口83,898，人口密度每平方公里23.4人。